# Aeroporto di Duqm
L'Aeroporto Internazionale di Duqm (IATA: DQM, ICAO: OODQ) è un aeroporto dell'Sultanato dell'Oman ed è situato a circa 19 km dal centro città di Duqm. L'aeroporto è stato costruito come infrastruttura di servizio per il porto di Duqm situato nel remoto governatorato di al-Wusta.

## Storia
I lavori di costruzione dell'aeroporto iniziarono nel 2009 con la realizzazione della pista da 4.000m , taxiways e piazzale aeromobili e l'aeroporto è stato ufficialmente aperto il 24 luglio del 2014. L'aerostazione da 8660mq, provvista di due manicotti d'imbarco, è stata inaugurata il 17 settembre del 2018.

## Statistiche
| Anno | Passeggeri | Movimenti |
| ---- | ---------- | --------- |
| 2020 | 27,924     | 706       |
| 2019 | 65,582     | 817       |
| 2018 | 57,681     | 958       |
| 2017 | 34,347     | 512       |
| 2016 | 24,429     | 408       |